# 沿江高铁通道
沿江高铁通道是中国高速铁路“八纵八横”主通道之一。途经上海市、江苏省、安徽省、湖北省、重庆市和四川省。
2016年7月和2017年11月，国家发展改革委分别发布了《中长期铁路网规划》（2016-2025）和铁路十三五发展规划，现沿江高铁通道大部分线路均未被纳入。
2018年7月17日，推动长江经济带发展领导小组发布《推动长江经济带沿江高铁通道建设实施方案》。由于既有沿江铁路通道（包括沪汉蓉快速客运通道及其他既有沿江铁路）技术标准不适应客货运输需求、既有铁路货运功能未得到有效利用、铁路运输比较优势发展不足，铁路技术经济优势和通道整体能力未得到充分发挥，不符合国家高铁主通道的定位，对实施长江经济带发展战略支撑不足。该方案对沿江通道进行重新规划。
沿江高铁通道在原既有通道基础上，由以沪渝蓉高速铁路为主线，渝万高铁、郑万高铁、宜昌至郑万高铁联络线、沪宁高铁、商合杭高铁、沪苏湖高铁、成达万高铁等为支线的多径路、多分支的时速350公里/小时客运专线组成。全通道实施“三步走”方案，分步实施安排建设。

## 线路分步实施安排
根据2018年《推动长江经济带沿江高铁通道实施方案》，沿江高铁通道将会在2022-2028年间逐步利用区间各线路实现贯通，并随着新线落成而逐渐缩短运行用时，最终形成成渝城市群-长江中游城市群-长三角城市群的多路径350km/h级别客运通道。

### 第一阶段（2022年前）
第一阶段沿江高铁通道走向为成都-重庆-万州-襄阳-武汉-合肥-南京-上海。在这一阶段，通道由既有的成渝客运专线、渝万城际铁路、合武铁路、宁合铁路、沪宁城际铁路，计划建成的汉十高速铁路汉襄段、郑渝高速铁路襄万段、商杭客运专线合杭段构成，形成250-350km/h速度等级的客运通道。成都、重庆至上海运营里程分别为2112、1793公里，旅行时间分别由12.2、10.7小时减至10.4、8.9小时。

### 第二阶段（2025年前）
第二阶段沿江高铁通道走向为成都/重庆-万州-宜昌-荆门-武汉-合肥-南京-上海。在这一阶段，通道由成达万高速铁路、郑渝高速铁路渝万段、宜昌至郑万高铁联络线、汉宜高速铁路、合武高速铁路、北沿江高速铁路、沪苏湖高速铁路构成，共同组成全线350km/h速度值的高速客运通道。成都、重庆至上海运营里程分别为1898、1672公里，旅行时间分别缩减至6.8、5.8小时。

### 第三阶段（2025年后）
第三阶段主要目标是新建渝宜高速铁路，进一步拉直线路，同时在成渝、湖北、江苏段形成多路径平行的综合高铁通道，进一步分担客流。成都、重庆至上海运营里程分别为1898、1594公里，重庆至上海旅行时间进一步缩减至5.3小时。
沿江高铁通道最终形成由成达万高铁、成渝中线高铁、渝宜高铁、渝万高铁、郑万高铁、宜昌至郑万高铁联络线、汉宜高铁、合武高铁、合宁高铁、沪宁高铁、商合杭高铁、沪苏湖高铁、北沿江高铁等组成的多径路、多分支350公里/小时高标准通道。

## 具体路线
初期借由大量其他线路，最终线路用粗体表示
通车状态： 已开通 、 建设中/即将开建 、 规划中 
| 名称                   | 区间                                                    | 设计速度 （公里/小時） | 长度 （公里）          | 状态                   | 开工时间               | 启用时间               | 备注                                                                |
| 成都 （ 重庆 ）至 武汉 | 成都 （ 重庆 ）至 武汉                                  | 成都 （ 重庆 ）至 武汉 | 成都 （ 重庆 ）至 武汉 | 成都 （ 重庆 ）至 武汉 | 成都 （ 重庆 ）至 武汉 | 成都 （ 重庆 ）至 武汉 | 成都 （ 重庆 ）至 武汉                                              |
| ---------------------- | ------------------------------------------------------- | ---------------------- | ---------------------- | ---------------------- | ---------------------- | ---------------------- | ------------------------------------------------------------------- |
| 成渝客运专线           | 成都东 – 重庆、重庆北                                   | 350                    | 307                    | 已开通                 | 2010年3月22日          | 2015年12月26日         | 经井西联络线/井西线/渝怀线连通重庆北                                |
| 成渝中线高速铁路       | 成都 – 重庆北                                           | 400                    | 292                    | 建设中                 | 2021年9月26日          | 预计2027年             | 即沪渝蓉高铁成都至重庆段                                            |
| 郑渝高速铁路           | 重庆北 – 万州北 （渝万城际铁路）                        | 250                    | 247                    | 已开通                 | 2013年5月              | 2016年11月28日         |                                                                     |
| 郑渝高速铁路           | 重庆东 – 万州北 （渝万高速铁路）                        | 350                    | 291                    | 建设中                 | 2020年11月9日          | 预计2027年             | 又称渝万高铁 同时为渝西高铁东通道                                   |
| 郑渝高速铁路           | 万州北 – 兴山 – 襄阳东 （郑万高速铁路襄阳东至万州北段） | 350                    | 429                    | 已开通                 | 2015年12月             | 2022年6月20日          |                                                                     |
| 成达万高速铁路         | 成都天府 – 万州北                                       | 350                    | 466                    | 建设中                 | 2020年12月24日         | 预计2027年             |                                                                     |
| 宜昌至郑万高铁联络线   | 兴山 – 宜昌北                                           | 350                    | 109                    | 建设中                 | 2019年12月28日         | 2025年                 |                                                                     |
| 渝宜高速铁路           | 涪陵北 – 宜昌北                                         | 350                    | 434                    | 建设中                 | 2024年12月31日         | 2030年                 | 经渝万高铁连通重庆东 经联络线连通重庆北                             |
| 汉十高速铁路           | 汉口 – 孝感东                                           | 200                    | 62                     | 已开通                 | 2009年3月22日          | 2016年12月1日          | 又称武孝城际铁路                                                    |
| 汉十高速铁路           | 孝感东 – 襄阳东                                         | 350 孝感至云梦250      | 220                    | 已开通                 | 2015年2月15日          | 2019年11月29日         |                                                                     |
| 汉宜高速铁路           | 汉口 – 宜昌北                                           | 350                    | 314                    | 建设中                 | 2021年9月25日          | 预计2025年             | 由武汉枢纽直通线连通汉口和武汉西 正线于芦港线路所与合武高速铁路贯通 |
| 武汉 至 合肥           |                                                         |                        |                        |                        |                        |                        |                                                                     |
| 合武铁路               | 合肥南 – 汉口                                           | 250 预留300            | 359                    | 已开通                 | 2005年9月              | 2009年4月1日           | 同时为沪汉蓉快速客运通道的一部分                                    |
| 合武高速铁路           | 合肥南 – 武汉天河                                       | 350                    | 342                    | 建设中                 | 2024年1月2日           | 预计2027年             | 正线于武汉天河站向西在芦港线路所与汉宜高速铁路贯通                  |
| 合肥 至 上海           |                                                         |                        |                        |                        |                        |                        |                                                                     |
| 合宁铁路               | 南京南 – 合肥南                                         | 250                    | 156                    | 已开通                 | 2005年7月              | 2008年4月18日          | 同时为沪汉蓉快速客运通道的一部分                                    |
| 沪宁城际铁路           | 南京 – 上海（上海虹桥）                                 | 350 多处限速           | 301                    | 已开通                 | 2008年7月              | 2010年7月1日           |                                                                     |
| 北沿江高速铁路         | 合肥南 – 启东西                                         | 350                    | 554                    | 建设中                 | 2022年9月28日          | 预计2027年             |                                                                     |
| 北沿江高速铁路         | 启东西 – 上海宝山                                       | 350                    | 554                    | 建设中                 | 2022年9月28日          | 预计2029年             |                                                                     |
| 沪宁沿江高速铁路       | 南京南 – 太仓                                           | 350                    | 279                    | 已开通                 | 2018年10月8日          | 2023年9月28日          |                                                                     |
| 商杭客运专线           | 合肥 – 湖州                                             | 350                    | 309                    | 已开通                 | 2015年11月30日         | 2020年6月28日          |                                                                     |
| 沪苏湖铁路             | 上海虹桥（上海南） – 湖州                               | 350                    | 163                    | 已开通                 | 2020年6月5日           | 2024年12月26日         |                                                                     |